# 中国阻击战 (诗歌)
中国阻击战是一首由朱海撰稿的现代诗，原本是描述新冠肺炎第一轮疫情时的实际情况和防控举措，在2020年中央广电总台元宵特别节目中首次出现并由濮存昕、凯丽、宋春丽、刘劲等朗诵，其后在当时也有一些学校学生朗诵，2022年底，由于二十条、新十条发布后的第一轮感染高峰造成各地疫情局势和社会问题错综复杂，一批群众抗原阳性或出现部分类似症状并无法承受其压力，从而借此讽刺其乱象